# 王万铁路松花江大桥
王万铁路松花江大桥是一座跨越松花江的铁路桥梁，属于王万线，位于中国黑龙江省哈尔滨市，连接道里区和松北区。采用石墩钢筋结构，共有208孔，全长7432米。

## 历史
王万铁路松花江大桥于2003年12月25日开工建设，2007年5月完工，同年9月20日随王万铁路一同通车，作为黑龙江省铁路货运疏解的重要一部分。桥面铺设双线铁道，并预留电气化条件。

## 相关参考
1. ↑  7公里208孔横跨松花江 王万线特大铁路桥主桥合龙 （页面存档备份，存于） 东北网 2005-09-29
2. ↑  王万铁路线6月底通车(图) （页面存档备份，存于） 搜狐网 2007年05月15日
3. ↑  王万铁路联络线开通 实现我省原煤快速外运 （页面存档备份，存于） 新浪网 2007年09月21日
4. ↑  王万线特大铁路桥主桥合龙 （页面存档备份，存于） 新浪网 2005年09月25日